# Wybory do Parlamentu Europejskiego na Litwie w 2019 roku
Wybory do Parlamentu Europejskiego IX kadencji na Litwie zostały przeprowadzone 26 maja 2019 roku. Litwini wybrali 11 eurodeputowanych. Frekwencja wyniosła 52.88%.

## Wyniki wyborów
|  | Partia | Grupa w PE | Mandaty | Zmiana | Liczba głosów | % głosów | Zmiana |
|  | --- | ---------- | ------- | ------ | ------------- | -------- | ------ |
|  | Związek Ojczyzny – Litewscy Chrześcijańscy Demokraci                                                                               | EPP        | 3       | 1      | 245 918       | 18,60    | 1,17   |
|  | Litewska Partia Socjaldemokratyczna                                                                                                | S&D        | 2       |        | 199 217       | 17,26    |        |
|  | Litewski Związek Rolników i Zielonych                                                                                              | brak       | 2       | 1      | 157 604       | 11,92    | 5,31   |
|  | Partia Pracy | ALDE       | 1       |        | 112,964       | 8.54     | 3,84   |
|  | Ruch Liberalny Republiki Litewskiej                                                                                                | ALDE       | 1       | 1      | 81 916        | 6,20     | 10,35  |
|  | Komitet "Pociąg Aušry Maldeikienė"                                                                                                 | brak       | 1       | 1      | 80 703        | 6,10     | 6,10   |
|  | Blok Waldemara Tomaszewskiego - Koalicja Akcja Wyborcza Polaków na Litwie – Związek Chrześcijańskich Rodzin i Związek Rosjan Litwy | ECR        | 1       |        | 69 263        | 5,24     | 2,81   |
|  | Litewska Partia Centrum | brak       | 0       |        | 64 091        | 4,85     | 4,85   |
|  | Komitet "Ruch Prezydenta Rolandasa Paksasa"                                                                                        | brak       | 0       |        | 50 130        | 3,79     | 3,79   |
|  | Komitet "Vytautas Radžvilas: Uzdrówmy Państwo!"                                                                                    | brak       | 0       |        | 41,860        | 3,17     | 3,17   |
|  | Porządek i Sprawiedliwość | EFDD       | 0       | 2      | 34 298        | 2,59     | 11,66  |
|  | Litewska Socjaldemokratyczna Partia Pracy                                                                                          | brak       | 0       |        | 29 592        | 2,24     | 2,24   |
|  | Litewska Partia Zielonych | brak       | 0       |        | 28 126        | 2,13     | 1,43   |
|  | Litewski Związek Wolności | ALDE       | 0       |        | 23,829        | 1,80     | 1,80   |
|  | Komitet "Silna Litwa w Zjednoczonej Europie"                                                                                       | brak       | 0       |        | 16 671        | 1,26     | 1,26   |
|  | Komitet "Decydujący Skok" | brak       | 0       |        | brak danych   | 1,07     | 1,07   |
|  | Łącznie |            | 11      |        | 1 250 377     | 100.0    |        |

## Źródła
- vrk.lt. [dostęp 2019-06-07]. (ang.).